# Campoletis plena
Campoletis plena är en stekelart som först beskrevs av Léon Abel Provancher 1875.  Campoletis plena ingår i släktet Campoletis och familjen brokparasitsteklar. Inga underarter finns listade.